# Arash (Musiker)

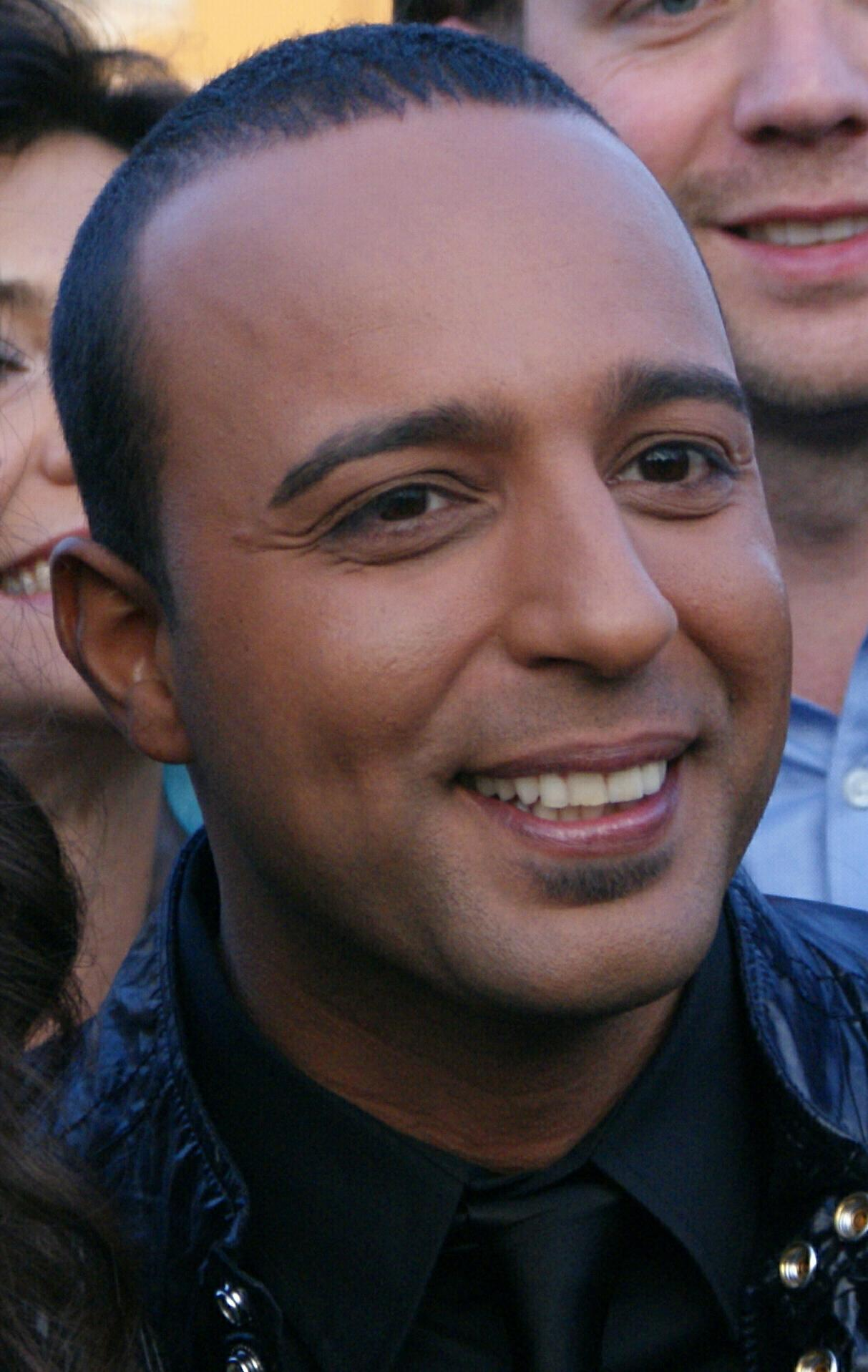
Arash beim Eurovision Song Contest 2009

Arash (persisch آرش [ɒːˈraʃ], aserbaidschanisch Arəş; * 23. April 1978 in Teheran; eigentlich Alex Ārash Labāf) ist ein iranischer Sänger, der seit seiner Jugend im schwedischen Malmö lebt.

## Leben
Arash, der unter anderem persische und aserbaidschanische Wurzeln hat, wurde – zunächst in seiner Wahlheimat, später auch in Deutschland – durch den Song Boro Boro (frei übersetzt: Geh weg!) bekannt. Das Lied schrieb er in einer Zeit, in der er kurzzeitig seine Stimme verloren hatte und ihn seine damalige Freundin verließ. Das Lied bezieht sich auf diese ehemalige Freundin. Der Titel greift auf europäisierte Stilelemente indischer und persischer Musik zurück, was mitunter als Versuch gedeutet wurde, rein kommerziell von der zur Veröffentlichungszeit herrschenden Popularität des Subkontinents zu profitieren. Der Titel erreichte in den schwedischen Single-Charts Platz eins und schaffte auch in Deutschland den Einstieg in die Top-20.
2005 ist das Album Arash erschienen. In Deutschland hat dieses Album eine im Vergleich zur internationalen Version leicht geänderte Titelzusammenstellung und kam 2006 auf den Markt.
Im Jahre 2005 sang Arash gemeinsam mit der russischen Popband Blestjaschtschije den Song Wostotschnyje Skaski („Orientalische Märchen“). Im Song beschreibt Arash die Mädchen von Blestjaschtschije (darunter in dieser Zeit Anna Semenowitsch) als „meine vier Frauen“.
2006 präsentierte er außerdem in Deutschland den Titel Temptation, mit dem er in der ersten Woche auf Platz 29 in die Charts einstieg. In diesem Song singt Rebecca Zadig den Refrain. Sie arbeitete auch an mehreren seiner Projekte mit. Der Song ist eine Coverversion von Baila Maria der arabisch-israelischen Band Alabina (mit ihrer Sängerin Ishtar) aus dem Jahr 1996. Die dritte Single Arash (featuring Helena) ist im Sommer 2006 erschienen.
Arash tourte lange zusammen mit DJ Aligator um die Welt und nahm mit ihm auch einige Songs auf, so zum Beispiel die inoffizielle Hymne des Iran zur WM 2006 (Iran, Iran).
Am 27. August 2008 kam sein Album Donya auf den Markt. Die gleichnamige Single war bereits seit März 2008 erhältlich und wurde mit Shaggy eingespielt. Das Musikvideo zum Titel wurde in Istanbul, Türkei aufgenommen. Auf dem Album findet sich auch der Titel Chori Chori wieder, den Arash zusammen mit der Sängerin Aneela aufgenommen hat und der bereits im September 2006 als Single unter dem Künstlernamen „Aneela feat. Arash“ erschienen war. Dieser Titel ist eine Coverversion des Hits Informer von Snow aus dem Jahre 1992. Musikalisch blieb sich Arash bei diesem Album treu. Neben Shaggy arbeitete er auch wieder mit Helena und Rebecca Zadig zusammen, die bereits an seinen letzten Projekten beteiligt gewesen waren. Mit Lumidee nahm Arash den Titel Kandi auf, der als Single unter dem Titel I Like You erschien.
2009 vertrat Arash Aserbaidschan zusammen mit der jungen Sängerin AySel beim Eurovision Song Contest in der russischen Hauptstadt Moskau. Ihr Wettbewerbstitel Always („Immer“) unter anderem von Arash komponiert, erreichte den dritten Platz. Bereits einen Tag vor dem Eurovision Song Contest am 15. Mai war die Single auf Platz 41 in die schwedischen Charts eingestiegen.
Sein Song Glorious war der offizielle Song der Handball-Weltmeisterschaft der Männer 2011. Als Vorbote zu Arashs viertem Studioalbum erschien im Februar 2013 die Single She Makes Me Go. Die Zusammenarbeit mit Sean Paul schaffte auf Anhieb den Sprung in die deutschen Top-10. Es war der bis dahin größte Erfolg Arashs in Deutschland. Im Januar 2018 erschien die Single Dooset Daram, gemeinsam aufgenommen mit Helena, mit der Arash schon früher zusammengearbeitet hat.
Arash spielte eine Rolle im 2012 veröffentlichten Film „Jahreszeit des Nashorns“ (persisch Fasle kargadan) des iranischen Regisseurs Bahman Ghobadi.

## Diskografie

### Studioalben
| Jahr | Titel    | Höchstplatzierung, Gesamtwochen, AuszeichnungChartplatzierungen (Jahr, Titel, Platzierungen, Wochen, Auszeichnungen, Anmerkungen) | Höchstplatzierung, Gesamtwochen, AuszeichnungChartplatzierungen (Jahr, Titel, Platzierungen, Wochen, Auszeichnungen, Anmerkungen) | Anmerkungen                              |
| Jahr | Titel    | CH | SE | Anmerkungen                              |
| ---- | -------- | --- | --- | ---------------------------------------- |
| 2005 | Arash    | CH36 (9 Wo.)CH | SE17 (8 Wo.)SE | Erstveröffentlichung: 1. Februar 2005    |
| 2008 | Donya    | — | SE48 (1 Wo.)SE | Erstveröffentlichung: 26. September 2008 |
| 2014 | Superman | — | — | Erstveröffentlichung: 4. November 2014   |

### Remixalben
- 2006: Crossfade (The Remix Album)

### Singles
| Jahr | Titel Album                         | Höchstplatzierung, Gesamtwochen, AuszeichnungChartplatzierungen (Jahr, Titel, Album, Platzierungen, Wochen, Auszeichnungen, Anmerkungen) | Höchstplatzierung, Gesamtwochen, AuszeichnungChartplatzierungen (Jahr, Titel, Album, Platzierungen, Wochen, Auszeichnungen, Anmerkungen) | Höchstplatzierung, Gesamtwochen, AuszeichnungChartplatzierungen (Jahr, Titel, Album, Platzierungen, Wochen, Auszeichnungen, Anmerkungen) | Höchstplatzierung, Gesamtwochen, AuszeichnungChartplatzierungen (Jahr, Titel, Album, Platzierungen, Wochen, Auszeichnungen, Anmerkungen) | Höchstplatzierung, Gesamtwochen, AuszeichnungChartplatzierungen (Jahr, Titel, Album, Platzierungen, Wochen, Auszeichnungen, Anmerkungen) | Anmerkungen                                                          |
| Jahr | Titel Album                         | DE | AT | CH | UK | SE | Anmerkungen                                                          |
| ---- | ----------------------------------- | --- | --- | --- | --- | --- | -------------------------------------------------------------------- |
| 2004 | Boro boro Arash                     | DE11 (14 Wo.)DE | AT22 (16 Wo.)AT | CH8 (34 Wo.)CH | — | SE1 Gold · (25 Wo.)SE | Erstveröffentlichung: September 2004                                 |
| 2005 | Tike tike kardi Arash               | — | — | — | — | SE2 (10 Wo.)SE | Erstveröffentlichung: März 2005                                      |
| 2005 | Temptation Arash                    | DE29 (9 Wo.)DE | — | CH42 (12 Wo.)CH | — | SE2 (21 Wo.)SE | Erstveröffentlichung: 3. Oktober 2005 feat. Rebecca Zadig            |
| 2006 | Arash                               | DE64 (4 Wo.)DE | — | — | — | SE20 (8 Wo.)SE | Erstveröffentlichung: 16. Juni 2006                                  |
| 2006 | Chori chori Donya                   | DE47 (5 Wo.)DE | — | CH82 (3 Wo.)CH | — | — | Erstveröffentlichung: 8. September 2006 mit Aneela                   |
| 2008 | Suddenly Donya                      | — | — | — | — | SE8 (8 Wo.)SE | Erstveröffentlichung: 26. September 2008 feat. Rebecca Zadig         |
| 2009 | Always –                            | DE96 (1 Wo.)DE | — | CH98 (1 Wo.)CH | — | SE3 (12 Wo.)SE | Erstveröffentlichung: 22. Mai 2009 feat. AySel                       |
| 2012 | She Makes Me Go Superman            | DE5 Gold · (28 Wo.)DE | AT8 (21 Wo.)AT | CH13 Gold · (19 Wo.)CH | — | SE55 (2 Wo.)SE | Erstveröffentlichung: 17. September 2012 feat. Sean Paul             |
| 2014 | Sex Love Rock n Roll (SLR) Superman | DE52 (4 Wo.)DE | AT68 (2 Wo.)AT | — | — | — | Erstveröffentlichung: 1. August 2014 feat. T-Pain                    |
| 2021 | Ich bin weg (Boro boro) –           | DE9 (8 Wo.)DE | AT16 (6 Wo.)AT | CH12 (7 Wo.)CH | — | — | Erstveröffentlichung: 24. September 2021 Samra & Topic42 feat. Arash |
| 2024 | I Adore You –                       | DE8 Gold · (… Wo.)DE | AT8 Platin · (… Wo.)AT | CH2 Platin · (… Wo.)CH | UK69 Silber · (10 Wo.)UK | — | Erstveröffentlichung: 19. Juli 2024 mit Topic & Hugel feat. Daecolm  |

Weitere Singles
- 2005: Восточные сказки (feat. Blestyashchiye)
- 2005: Baskon (feat. Timbuktu)
- 2005: Music Is My Language (DJ Alligator feat. Arash)
- 2008: Donya (feat. Shaggy)
- 2009: Pure Love (feat. Helena)
- 2009: Près de toi (feat. Najim & Rebecca)
- 2009: Kandi (feat. Lumidee)
- 2010: Dasa bala (feat. Timbuktu & Yag)
- 2010: Broken Angel (feat. Helena)
- 2010: Glorious
- 2012: Melody
- 2013: One Day (feat. Helena)
- 2014: Doga doga (Medina feat. Arash)
- 2016: OMG (feat. Snoop Dogg)
- 2017: Se fue (vs. Mohombi)
- 2018: Dooset daram (feat. Helena)
- 2018: Goalie Goalie (feat. Nyusha, Pitbull & Blanco)
- 2019: One Night In Dubai (feat. Helena)
- 2020: Mary Jane (vs. Ilkay Sencan)
- 2020: No Maybes (mit Ilkay Sencan & Era Istrefi)

### Remixe
- 2017: Helene Fischer – Herzbeben

## Auszeichnungen für Musikverkäufe
| Goldene Schallplatte - Italien - 2025: für die Single I Adore You - Kanada - 2025: für die Single I Adore You - Polen - 2009: für das Album Donya - 2024: für die Single I Adore You - Spanien - 2025: für die Single I Adore You | Platin-Schallplatte - Belgien - 2025: für die Single I Adore You - Brasilien - 2025: für die Single I Adore You - Frankreich - 2025: für die Single I Adore You 4× Platin-Schallplatte - Russland - 2005: für das Album Arash 4× Platin-Schallplatte - Griechenland - 2025: für die Single I Adore You - Portugal - 2025: für die Single I Adore You |

Anmerkung: Auszeichnungen in Ländern aus den Charttabellen bzw. Chartboxen sind in ebendiesen zu finden.
| Land/RegionAuszeichnungen für Musikverkäufe (Land/Region, Auszeichnungen, Verkäufe, Quellen) | Silber  | Gold     | Platin       | Verkäufe | Quellen              |
| -------------------------------------------------------------------------------------------- | ------- | -------- | ------------ | -------- | -------------------- |
| Belgien (BRMA)                                                                               | —       | —        | Platin1      | 40.000   | ultratop.be          |
| Brasilien (PMB)                                                                              | —       | —        | Platin1      | 40.000   | pro-musicabr.org.br  |
| Deutschland (BVMI)                                                                           | —       | 2× Gold2 | —            | 450.000  | musikindustrie.de    |
| Frankreich (SNEP)                                                                            | —       | —        | Platin1      | 200.000  | snepmusique.com      |
| Griechenland (IFPI)                                                                          | —       | —        | 4× Platin4   | 80.000   | Einzelnachweise      |
| Italien (FIMI)                                                                               | —       | Gold1    | —            | 100.000  | fimi.it              |
| Kanada (MC)                                                                                  | —       | Gold1    | —            | 40.000   | musiccanada.com      |
| Österreich (IFPI)                                                                            | —       | —        | Platin1      | 30.000   | ifpi.at              |
| Polen (ZPAV)                                                                                 | —       | 2× Gold2 | —            | 35.000   | olis.pl              |
| Portugal (AFP)                                                                               | —       | —        | 4× Platin4   | 40.000   | Einzelnachweise      |
| Russland (NFPF)                                                                              | —       | —        | 3× Platin3   | 60.000   | 2m-online.ru         |
| Schweden (IFPI)                                                                              | —       | Gold1    | —            | 20.000   | sverigetopplistan.se |
| Schweiz (IFPI)                                                                               | —       | Gold1    | Platin1      | 40.000   | hitparade.ch         |
| Spanien (Promusicae)                                                                         | —       | Gold1    | —            | 30.000   | elportaldemusica.es  |
| Vereinigtes Königreich (BPI)                                                                 | Silber1 | —        | —            | 200.000  | bpi.co.uk            |
| Insgesamt                                                                                    | Silber1 | 9× Gold9 | 16× Platin16 |          |                      |